# Piero Lacorazza
Piero Lacorazza (Potenza, 22 maggio 1977) è un politico italiano.

## Biografia

### Carriera politica

#### Esordi
Impegnato in politica sin dall'età di 16 anni come responsabile del circolo della Sinistra Giovanile di Montemurro in provincia di Potenza. Milita per oltre dieci anni nel movimento giovanile dell'allora PDS, divenendone segretario regionale nel 1998 (a 21 anni), poi rieletto nel 2001.
Nel 2006 è eletto segretario regionale dei Democratici di Sinistra, dopo aver ricoperto per un anno l'incarico di coordinatore della segreteria. Con le elezioni primarie del 2007 viene eletto segretario regionale del Partito Democratico della Basilicata con oltre l'80% dei voti.

#### Presidente della Provincia di Potenza
A 32 anni, il 7 giugno del 2009, è eletto presidente della Provincia di Potenza con oltre il 51% dei voti, sostenuto da una coalizione di centrosinistra. Nel 2011 riceve da Legambiente il riconoscimento  "Miglior buona pratica" per il progetto "Scuola ecologica in scuola sicura". Nel 2011 promuove e organizza un importante seminario di tre giorni su "Mezzogiorno e green economy", concluso nell'aula magna dell'Università di Basilicata a Potenza dall'economista Jeremy Rifkin. Durante la sua presidenza alla Provincia realizza numerose e importanti attività a sostegno delle scuole. Coordina l'attività delle Province italiane per promuovere il "Patto con i Sindaci" (“Covenant of Mayors”) e le rappresenta nella Conferenza Stato Regioni Città, Stato Città e Comitato delle Regioni UE nelle commissioni EDUC e ENVE.
Nelle elezioni anticipate per il rinnovo del consiglio regionale della Basilicata si candida alle elezioni primarie per la carica di governatore. Elezioni che registrano la partecipazione di 54.000 lucani e alle quali Lacorazza arriva secondo con appena 375 voti di scarto rispetto al vincitore e futuro presidente Marcello Pittella.

#### Consigliere regionale
Nonostante le polemiche sollevatesi sulle modalità di voto che portano alla vittoria di Marcello Pittella, decide di riconoscere la propria sconfitta e così unire il Pd e il Centrosinistra. Si candida quindi per un seggio al consiglio regionale alle elezioni del 18 e 19 novembre 2013 e diventa consigliere con 11.234 preferenze personali, risultando il più votato nella lista del Partito Democratico. Lacorazza è primo firmatario di leggi importanti tra cui la proposta di legge del nuovo Statuto regionale approvato in via definitiva nel 2017 e la legge regionale che istituisce l’Osservatorio regionale sulla condizione delle persone con disabilità.
È tra i principali promotori e sostenitori del Referendum del 17 aprile 2016 sulle trivelle che propone l'abrogazione della norma che estende la durata delle concessioni per estrarre idrocarburi in zone di mare (entro 12 miglia nautiche dalla costa) sino all'esaurimento della vita utile dei rispettivi giacimenti.
Il 10 maggio dello stesso anno, a seguito del suddetto referendum che lo vede tra i protagonisti e rispetto al quale l'allora premier e segretario del Pd Renzi si spende per l'astensione, non gli viene rinnovata la carica di Presidente del Consiglio regionale della Basilicata, venendo sostituito da Francesco Mollica dell'Unione di Centro.
Alle elezioni regionali di marzo 2019 rinuncia alla candidatura a Presidente della Regione Basilicata per unire il Pd e il Centrosinistra sulla candidatura di Carlo Trerotola. La sconfitta della coalizione non consente la sua rielezione in Consiglio regionale poiché la lista "Basilicataprima Riscatto" da lui creata ottiene il 3,37% e non supera lo sbarramento nonostante le 3.901 preferenze  .
A giugno 2020 il segretario nazionale del Pd Nicola Zingaretti lo nomina vice responsabile organizzazione nazionale, con lo specifico compito di occuparsi di Sud e isole.
Alle elezioni regionali in Basilicata del 2024 con 4.707 preferenze  viene riconfermato consigliere regionale come unico eletto del Partito Democratico della Provincia di Potenza .

### Altre attività
Giornalista e consulente di marketing politico ed elettorale, fondatore della Fondazione Appennino ETS  (partner ASVIS).
Nel luglio 2019 con la casa editrice People scrive il libro "Il miglior attacco è la difesa. Costituzione territorio petrolio" .
Ha partecipato alla redazione del Rapporto ASviS 2021 “Obiettivi di sviluppo sostenibile e territori” e in particolare al capitolo dedicato alle “Politiche per il Sud”  .
Coordina il F.A.ME (Festival Appennino Mediterraneo) ideato ed organizzato da Fondazione Appennino ETS e riconosciuto dal Ministero della Cultura .

## Opere
- Piero Lacorazza. "Il miglior attacco è la difesa. Costituzione territorio petrolio", (People, 2019)
- Raffaele Nigro Giuseppe Lupo. "Civiltà Appennino, l'Italia in verticale tra identità e rappresentazione" a cura della Fondazione Appennino, (Donzelli, 2020), premio letterario speciale della giuria Parco Majella, 2020.
- Laura Bosio, Guido Conti, Donatella Di Pietrantonio, Carlo Grande, Giuseppe Lupo, Raffaele Nigro, Laura Pariani. "Le vie dell'acqua" a cura della Fondazione Appennino, (Donzelli, 2020).